# カレッツァーノ
カレッツァーノ（伊: Carezzano）は、イタリア共和国ピエモンテ州アレッサンドリア県にある、人口約400人の基礎自治体（コムーネ）。

## 地理

### 位置・広がり
| 隣接するコムーネは以下の通り。 - カッサーノ・スピーノラ - カステッラーニア・コッピ - コスタ・ヴェスコヴァート - パデルナ - サンターガタ・フォッシーリ - トルトーナ - ヴィッラルヴェルニア |

### 地震分類
イタリアの地震リスク階級 (it) では、3 に分類される
。

## 行政

### 分離集落
カレッツァーノには、以下の分離集落（フラツィオーネ）がある。
- Carezzano Superiore, Cornigliasca, La Braida, Perleto, Ripale